# جيروم سالومون
جيروم سالومون (بالفرنسية: Jérôme Salomon)‏ (مواليد 4 أبريل 1969) هو طبيب فرنسي متخصص في الأمراض المعدية وموظف رفيع المستوى. وهو المدير الفرنسي العام في سانتيه منذ 8 يناير 2018.  أصبح معروفًا في فرنسا منذ جائحة
COVID-19 . 

## المهنة طبية
عمل في الأمراض المعدية الناشئة والأوبئة ومقاومة مضادات الميكروبات في Inserm ومعهد باستور وجامعة فرساي Saint-Quentin-en-Yvelines. كان مدير العيادة في مستشفى جامعة ريمون بوانكاريه من 1999 إلى 2002، ثم طبيبًا من 2004 إلى 2009. 

## مهنة الموظف العام
كان مستشارًا لبيرنارد كوشنير في بداية 2000 عام.  في عام 2010، أصبح خبيرًا في الصحة في مجلس الوزراء ماريسول تورين (ثم الشؤون الاجتماعية والصحة)، ثم مستشارًا من 2013 إلى 2015. 
في عام 2016، حشد حملة ماكرون التي بدأت آنذاك  للانتخابات الرئاسية الفرنسية لعام 2017 وشارك في تصحيح الجزء الصحي من برنامج المرشح. 
في يناير 2018، تم اختياره من قبل Agnès Buzyn ليصبح مدير عام الصحة. 

### وباء فيروس كورونا
أصبح جيروم سالومون معروفًا في فرنسا منذ جائحة COVID-19، حيث أدلى ببيانات يومية حول تحليل الاتجاه اليومي والوضع داخل البلد، وحالة أولئك الذين تم تشخيصهم. قيل في مارس 2020 أن موقفه كان صعبًا للغاية لأنه حذر إيمانويل ماكرون بمجرد عام 2016 من أن فرنسا لم تكن مستعدة لعواقب جائحة محتمل ولكن الآن مطلوب لتبرير إجراءات الحكومة الفرنسية الحالية.  